# Spiracanthus
Spiracanthus is een geslacht van haakwormen, ongewervelde en parasitaire wormen die meestal 1 tot 2 cm lang worden uit de familie van de Arhythmacanthidae. De wetenschappelijke naam van het geslacht werd voor het eerst geldig gepubliceerd in 2002 door Munoz en George-Nascimento.

## Soorten
- Spiracanthus bovichthys Munoz & George-Nascimento, 2002